# Eriksgrundet
Eriksgrundet is een Zweeds eiland / zandbank behorend tot de Lule-archipel. Het eiland heeft geen vaste oeververbinding en kent geen bebouwing. Het ligt aan de oostzijde van Sigfridsön. Over een paar 100 jaar zal het eilandje vastgroeien aan haar buurman. Het gehele gebied is stijgende, de waterlijn trekt zich terug.